# Північно-східний економічний район
«Північно-східний економічний район»  — економічний район України розташований на північному сході котрий межує на півночі та північному сході з РФ, на заході — зі Столичним, на сході — з Донецьким, на півдні — з Придніпровським. Район включає територію Полтавської, Сумської і Харківської областей, також має вплив на північні (слобожанські) райони Луганської та Донецької областей. Належить до найбільш індустріально розвинених та держбюджетоутворюючих районів країни. За рівнем загального економічного розвитку, до подій на сході України, посідав трете місце поступаючись Придніпровському та Донецькому. Уперше, в існуючих межах, окреслений О. Мариничем в 1990-му році.

## Географія та клімат
Район розташований в межах Придніпровської низовини та Полтавської рівнини і має рівнинний рельєф. Помірно теплий клімат із достатньою кількістю опадів дає змогу вирощувати різноманітні сільськогосподарські культури лісостепової і степової зон. Район відносно добре забезпечений водними ресурсами. Лише у південно-східній частині Харківської області відчувається їх дефіцит. Найважливішу роль у водозабезпеченні регіону відіграють Дніпро, Ворскла, Сіверський Донець, Сейм, Псел, Десна, Хорол.
Містить наступні природні зони: східна частина зони мішаних лісів, Лісостепова зона та північна частина Степової зони. Зональність впливає на територіальну різноманітність розміщення сільського і лісового господарства, будівництва, транспорту, економічну ефективність галузей господарства.
Рельєф району характеризується пониженням абсолютних висот у південно-східному напрямку. Так, відроги Середньоруської височини переходять в акумулятивну плесову Полтавську рівнину і в Придніпровську низовину. Для території притаманною є яружно-балкова система з глибоко розчленованими долинами річок.
За агрокліматичним районуванням район входить до складу недостатньо вологої теплої зони. Клімат характеризується ознаками континентальності. Його відміни проявляються у розрізі природних зон.
Східне Полісся (Сумщина) відрізняється більш континентальним кліматом у порівнянні з іншими поліськими областями. Зими тут холодні, період з стійким сніговим покривом триває 110—115 днів, безморозний період — 150—160 днів, період активної вегетації — 145—160 днів, сума активних температур — 2300—2600°С. Кількість опадів становить 600 мм.
Ґрунтовий покрив характеризується зміною в зональному відношенні. Для Полісся характерними є дерново-слабопідзолисті, дерново-середньопідзолисті та сірі лісові ґрунти. У Лісостеповій частині, яка займає переважну більшість району, поширені чорноземи типові і чорноземи опідзолені. На півдні району, в степовій зоні поширені чорноземи звичайні.

## Історично-етнічні фактори
Державні традиції характерні для території з IX ст. Край з часом виокремився з Сіверщини у Переяславське князівство, територія котрого включала південну частину сучасної Сумщини, а Лтава та Донець були його крайніми форпостами. Проте ці землі значно занепали опісля ординської навали. Їх відновлення та заселення, насамперед сучасної Полтавської області, пов'язане з селітряними промислами часів Речі Посполитої.
За часу Хмельниччини постали перші зорганізовані козацькі полки — Миргородський, значно рекрутований з колишнього надвірного козацького війська Вишневецького, та Полтавський, а згодом й інші.
Пізніше, в XVII ст., початково з чугуївців, а згодом з переселенців від негод польсько-козацьких і міжкланових війн котрі підтримували сусідні імперії, формується історико-географічна земля Слобожанщина (що активно почала заселятись козаками, котрі засновували за царським указом в кінці XVIII ст. «слободи» — вільні поселення, що певний час були самоуправними і звільнялись від оподаткування).
Як і все Лівобережжя після Андрусівського перемир'я територія перебувала під впливом МЦ. За імперських часів Полтава та Харків стали центрами губерній.
Після Української революції, відтоді як Харків був визначений як столиця УРСР, місто, до котрого відповідно переносили більшість визначних промислових та наукових центрів, стрімко почало зростати. Обидві області — Харківська та Полтавська значно втратили населення під час Великого терору, голодоморів та військових дій II СВ.

## Населення і трудові ресурси
Частка українців в даному економічному районі — 82 %. Близько 16 % становлять росіяни. На 1 січня 2003 року в Північно-Східному економічному районі проживало 5,5 млн осіб, з них понад 2,9 млн осіб проживало в Харківській області (37,7 % від населення району). Питома вага населення Північно-Східного соціально-економічного району від населення України становить майже 12 %.
Для району характерним є високий рівень смертності (16,7 ‰), що перевищує пересічноукраїнський (14,8 ‰). Природно, що це породжує високі показники скорочення населення — природний приріст — -9,7 ‰ і практично однаковим він є в усіх адміністративних областях.
В статевій структурі населення переважають жінки — 54 % (в Сумській області 57,3 %).
Розміщується населення нерівномірно, що відображається в неоднаковій щільності. Середні її показники становлять 69,7 осіб/км² ; тобто загалом нижче від пересічноукраїнського. Найбільша густота населення в Харківській області — 95,0 осіб/км². Тут склалась велика Харківська міська агломерація з ядром у Харкові (1500 тис. осіб). У складі агломерації міста Чугуїв, Мерефа, Старий Салтів, Дергачі, Люботин та низка селищ міського типу.
Загалом в Північно-Східному районі налічується 47 міст та 101 селище міського типу. Рівень урбанізації в районі становить 72 %. Для більшості міст характерним є скорочення населення. Так за 1990—2000 р. чисельність мешканців Харкова зменшилась на 110 тис. осіб, Шостки — на 3 тис. осіб, Полтави — на 2 тис. осіб. На стабільному рівні тримається населення таких міст як Кременчук, Суми та Ромни.
Для району характерною рисою є достатня забезпеченість трудовими ресурсами при тому переважно це висококваліфіковані кадри. Загальна їх чисельність становить 3590,3 тис. осіб; найкраще забезпечена ними Харківська область. Рівень зайнятості досягає 55 %. Переважна більшість населення зайнята у матеріальному виробництві.

## Ресурси
Для поширення корисних копалин в Північно-Східному економічному районі визначальним є розташування Дніпровсько-Донецької западини. Тут на великій глибині залягають докембрійські кристалічні породи, а ближче до поверхні — осадові палеозойські та мезозойські відклади. Насамперед виділяються нафтогазоносні родовища, які об'єднані в складі Дніпровсько-Донецької нафтогазоносної провінції, найпродуктивнішої на сьогоднішній день в Україні.
Важливу роль відіграє розробка Кременчуцької групи родовищ залізної руди. Площа, на якій розташовані поклади — 150 км², загальний запас руди — 4,5 млрд т. На цих рудах працює Полтавський гірничо-збагачувальний комбінат.
Окрім того, в Сумській та частково Полтавській областях є поклади торфу. В районі міста Ромни є значні поклади кам'яних солей. В Харківській області бурого вугілля, цементної сировини — крейди, глини. Гірничохімічної сировини, нерудної сировини для металургії в Горішньоплавненських кар'єрах. Є також значні поклади мінеральних вод.
Район добре забезпечений практично всіма видами ресурсів, а нестачу компенсує сусідське розташування з Донбасом та Придніпров'ям. На їх базі розвивається багатогалузевий господарський комплекс Північно-Східного економічного району.

## Промисловість
Найбільш розвинутими галузями промисловості Північно-Східного району є машинобудування і металообробка, значна доля котрого припадає на ВПК. Район постачав близько 20% продукції машинобудування України. Друге і третє місце відповідно займають легка і харчова галузі, далі йдуть хімія, нафтохімія, промисловість будівельних матеріалів. Машинобудування спеціалізується на виробництві устаткування для енергетики, вугільної та залізорудної промисловості, чорної металургії, транспортних засобів, сільськогосподарських машин, приладів тощо.
Найбільша територіальна зосередженість промисловості характерна для Харківської області, обсяг продукції якої в розрахунку на одного жителя значно вищий, ніж у середньому по Україні.
Для областей району характерний високий рівень розвитку сільського господарства.  Наприклад, обсяг продукції в розрахунку на одного жителя Полтавської області, майже на 50 % більший за середнє значення по країні.
Урожайні чорноземні ґрунти і сприятливі кліматичні умови дають можливість вирощувати товарне зерно, зокрема пшеницю, кукурудзу, а також цукрові буряки, соняшник, розвивати овочівництво і садівництво, м'ясо-молочне і м'ясо-сальне тваринництво.

Сумихімпром
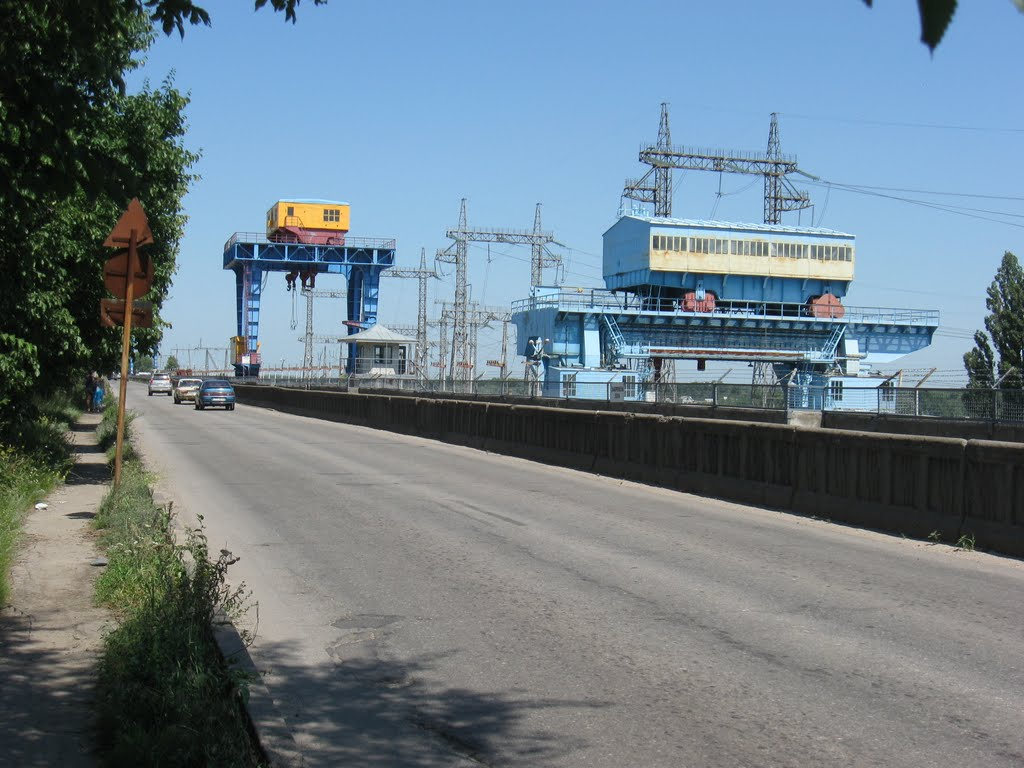
Кременчуцька ГЕС
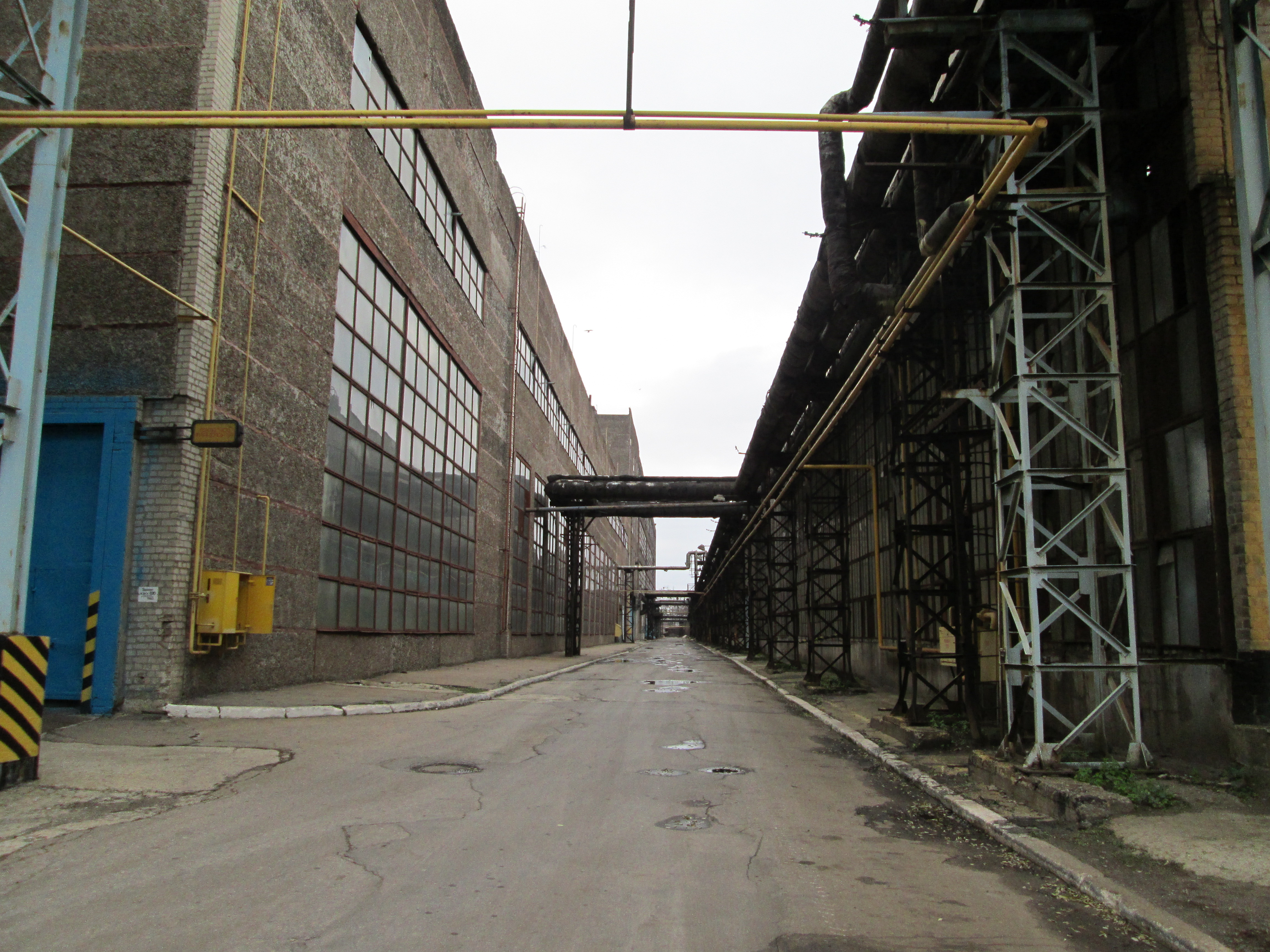
ХТЗ
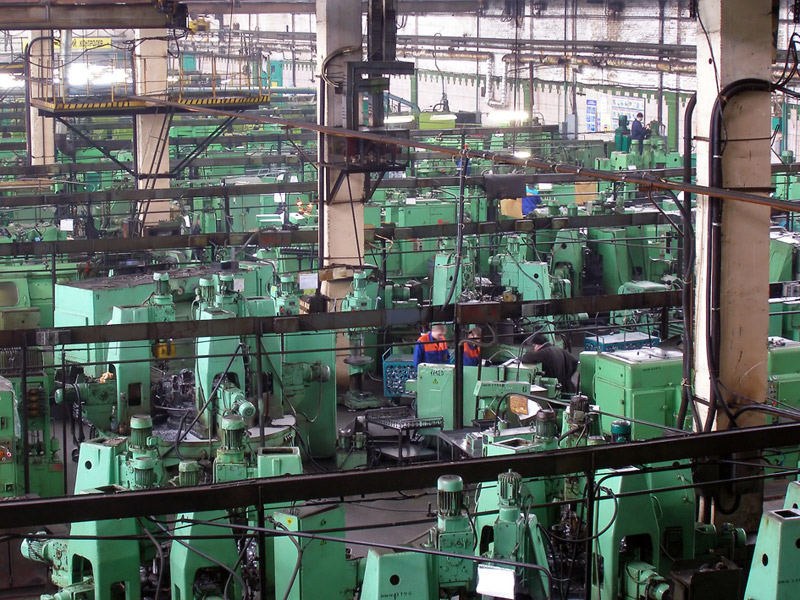
ПАЗ

## Найбільші міста

### Харків
Харків — адміністративний, економічний та культурно-науковий центр однойменної області. Водночас є центром Харківського промислового вузла — одного з найбільших в Україні. Провідними галузями індустрії в місті є машинобудування, де зайнято понад 70 % усіх працюючих у промисловості. Також у Харкові є значна кількість підприємств хімічної, легкої та харчової індустрії. В місті є понад 40 вищих навчальних закладів, шість театрів, 70 музеїв тощо.

### Полтава
Полтава спеціалізується на електротехнічному та інших видах точного машинобудування, галузях харчової та легкої індустрії. У Полтаві діє шість державних та кілька приватних вищих навчальних закладів, два театри, шість музеїв. Попри найбільшу, в області, величину населення основним місцевим центром важкої промисловості регіону є Кременчук.

### Суми
Суми є третім за величиною областним центром в економічному районі. Воно є центром промислового вузла, спеціалізується на машинобудуванні, хімічній та нафтохімічній, легкій та харчовій галузях промисловості. Тут є три університети, українська академія банківської справи, два театри та інші культурно-освітні заклади.

## Проблеми й перспективи розвитку
Однією із проблем району є великий розрив у рівнях соціально-економічного розвитку між великими містами і віддаленими територіями, особливо Сумської області. Там гостро постають проблеми низької народжуваності, високої смертності, безробіття, неефективного використання сільськогосподарських угідь, забруднення регіонів продуктами видобування нафто-газової галузі.